# Саймонс, Артур
Артур Саймонс, также Симонс (англ. Arthur William Symons; 28 февраля 1865, Милфорд Хейвен, Пембрукшир, Уэльс — 22 января 1945, Уиттершем, Кент) — английский поэт-символист, издатель, драматург, эссеист, переводчик и литературный критик.

## Биография
Сын священника, семья часто меняла место жительства. Получил домашнее образование, проводя много времени в Италии и Франции. Дебютировал в печати в 1882. Встречался с У. Пейтером, Х. Эллисом, в Париже познакомился с Верленом, Малларме, Гюисмансом, Иветтой Гильбер. Входил в редакцию журнала Атенеум (с 1891) и лондонского еженедельника Saturday Review, печатал стихи и эссе в декадентском ежеквартальнике Жёлтая книга. Организовал лекционный тур Верлена в Англии (1893), навещал Оскара Уайльда в тюрьме (1895). 
Он был частым и желанным гостем в доме архитектора Робинсона (дочери которого Агнес Мэри Фрэнсис и Фрэнсис Мэйбл также были писательницами), ставшим центральным местом для встреч художников и писателей движения прерафаэлитов, таких как: Уильям Майкл Россетти, Уильям Моррис, Уильям Холман Хант, Эдвард Бёрн-Джонс, Джеймс Уистлер, Форд Мэдокс Браун и Матильда Блинд.
В 1895—1896 годах вместе с Обри Бердслеем и Леонардом Смизерсом издавал журнал Савой, где публиковались У. Б. Йейтс, Джозеф Конрад, Дж. Б. Шоу. Был членом Клуба рифмачей, основанного Йейтсом. Большое значение имела его книга очерков новой французской словесности Символистское движение в литературе (1899), многократно переизданная и оказавшая воздействие на Йейтса (которому она была посвящена), Т. С. Элиота, Джойса. Переводил Д‘Аннунцио, Верхарна.
В 1909, путешествуя по Италии, пережил в Болонье тяжелый психический срыв, после которого писал уже мало. В 1930 появилась его автобиографическая Исповедь, где писатель рассказал о своей болезни и её лечении. Умер от
пневмонии.

## Произведения

### Стихи
- Дни и ночи/ Days and Nights (1889)
- Silhouettes (1892)
- London Nights (1895)
- Amoris victima (1897)
- Images of Good and Evil (1899)
- Poems in 2 volumes (1901—1902)
- Lyrics (1903)
- A Book of Twenty Songs (1905)
- The Fool of the World and other Poems (1906)
- Knave of Hearts (1913)
- Lesbia and other poems (1920)
- Love’s Cruelty (1923)
- Jezebel Mort, and other poems (1931)

### Эссе
- Введение в исследование Браунинга/ An Introduction to the study of Browning (1886)
- Studies in Two Literatures (1897)
- Aubrey Beardsley: An Essay with a Preface (1898)
- The Symbolist Movement in Literature (1899; 1919; яп. пер. 1978)
- Dante Gabriel Rossetti (Paris, 1900)
- William Blake (1900)
- Cities (1903)
- Plays, Acting and Music (1903)
- Studies in Prose and Verse (1904)
- Studies in Seven Arts (1906)
- Cities of Italy (1907)
- London (1909)
- The Romantic Movement in English Poetry (1909)
- Figures of Several Centuries (1916)
- Cities and Sea-Coasts and Islands (1918)
- Colour studies in Paris (1918)
- Studies in the Elizabethan Drama (1919)
- Charles Baudelaire: A Study (1920)
- Dramatis Personae (1923; 1925)
- Notes on Joseph Conrad, with some unpublished letters (1925)
- Eleonora Duse (1926)
- A study of Thomas Hardy (1927)
- From Toulouse-Lautrec to Rodin (1929)
- Studies in Strange Souls (1929)
- A study of Oscar Wilde (1930)
- Confessions: A Study in Pathology (1930)
- Wanderings (1931)
- A Study of Walter Pater (1932)

### Драмы
- The Minister’s Call (1892)
- The toy cart (1900, по мотивам Шудраки)
- Tragedies (1916)
- Тристан и Изольда/ Tristan and Iseult (1917)

### Новеллы
- Приключения духа/ Spiritual Adventures (1905)

### Новейшие публикации
- Studies on modern painters (1967)
- The memoirs of Arthur Symons: life and art in the 1890s (1977, мемуары)
- Letters to W.B. Yeats, 1892—1902 (1989)
- Arthur Symons, selected letters, 1880—1935 (1989, избр. письма)